# (5886) Rutger
(5886) Rutger es un asteroide perteneciente al cinturón de asteroides, región del sistema solar que se encuentra entre las órbitas de Marte y Júpiter, más concretamente a la familia de Eos, descubierto el 13 de junio de 1975 por el equipo del Observatorio Félix Aguilar desde el Complejo Astronómico El Leoncito, San Juan, Argentina.

## Designación y nombre
Designado provisionalmente como 1975 LR. Fue nombrado Rutger en homenaje a Lyle Lee Rutger, ayudó a impulsar la exploración de los planetas a través de su papel como líder de la oficina de Aprobación de lanzamiento nuclear del Departamento de Energía para la misión New Horizons Pluto-Kuiper Belt de la NASA.

## Características orbitales
Rutger está situado a una distancia media del Sol de 3,012 ua, pudiendo alejarse hasta 3,321 ua y acercarse hasta 2,704 ua. Su excentricidad es 0,102 y la inclinación orbital 11,47 grados. Emplea 1910,24 días en completar una órbita alrededor del Sol.

## Características físicas
La magnitud absoluta de Rutger es 11,4. Tiene 17,27 km de diámetro y su albedo se estima en 0,179. 